# Echinometra lucunter
Echinometra lucunter är en sjöborreart som först beskrevs av Carl von Linné 1758.  Echinometra lucunter ingår i släktet Echinometra och familjen Echinometridae. Inga underarter finns listade i Catalogue of Life.

## Bildgalleri

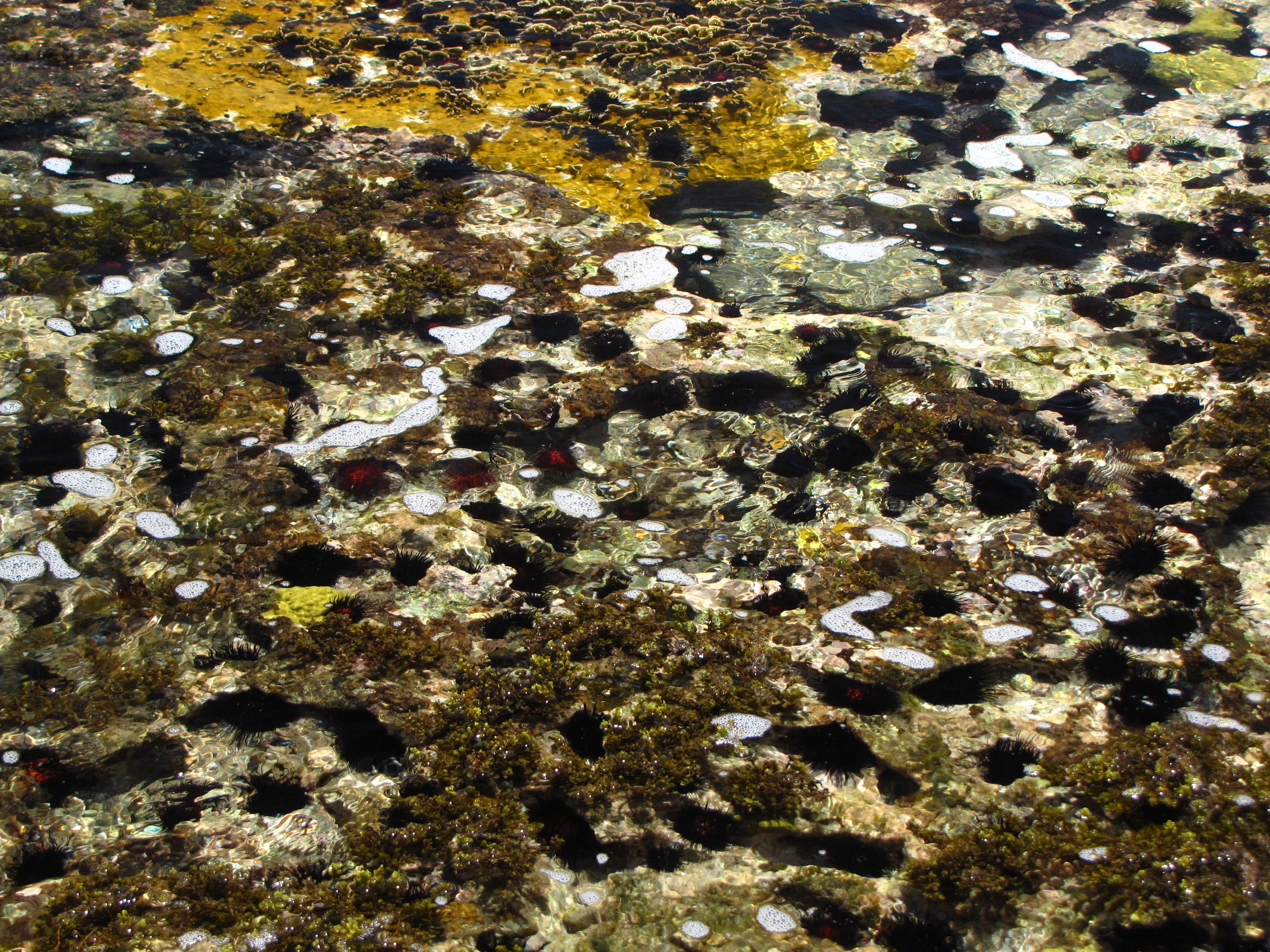
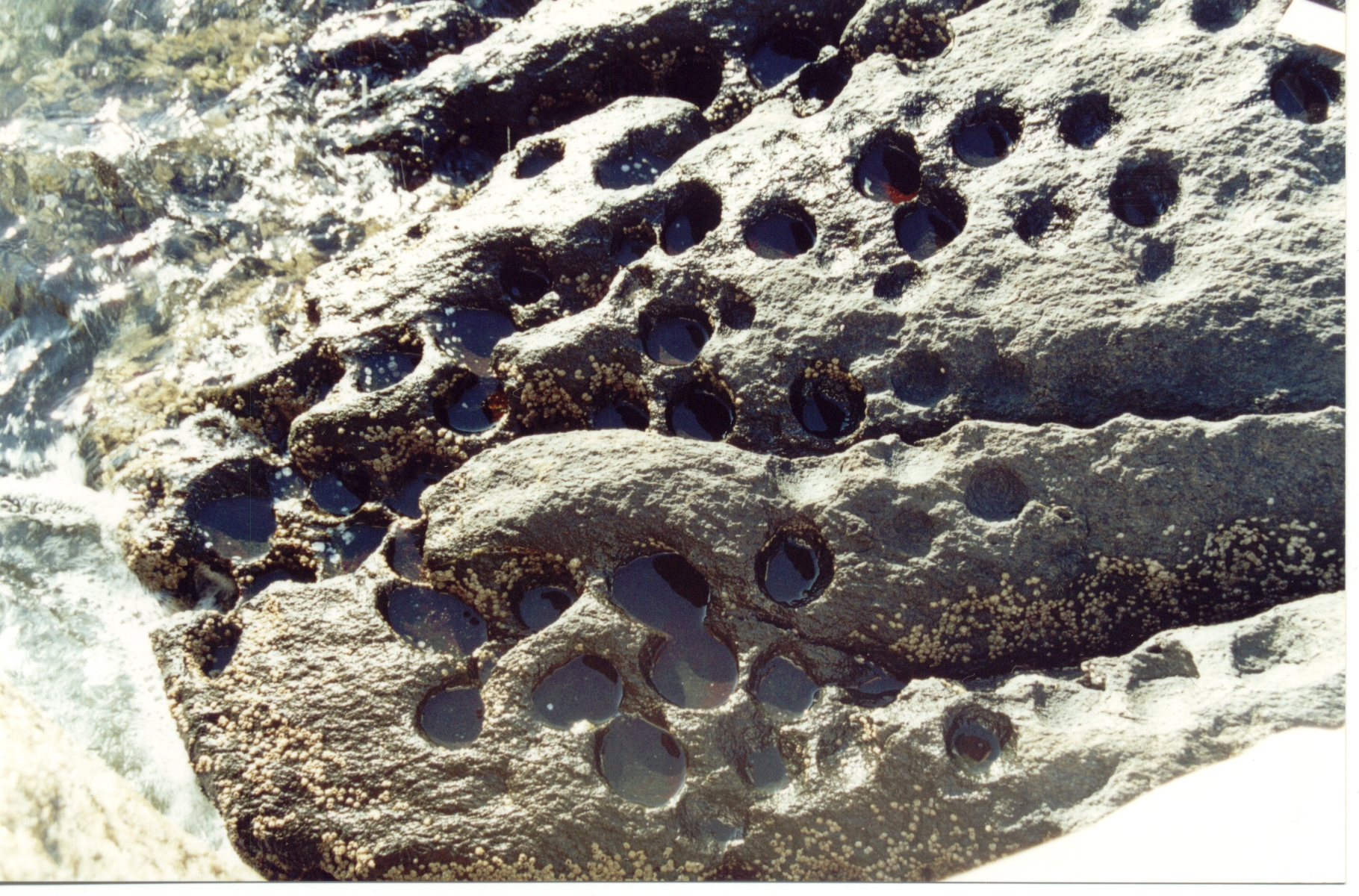